# Domagoj Pavlović
Domagoj Pavlović (Ivanić-Grad 21. ožujka 1993.), hrvatski je rukometni reprezentativac.
S mladom reprezentacijom 2011. na svjetskom prvenstvu plasirao se na 8. mjesto.